# 宇多郡
- 令制国一覧 > 東山道 > 陸奥国・磐城国 > 宇多郡
- 日本 > 東北地方 > 福島県 > 宇多郡

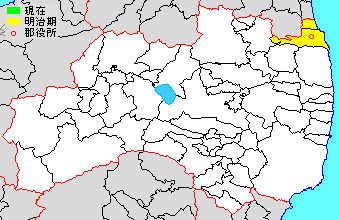
福島県宇多郡の範囲

宇多郡（うだぐん）は、福島県（陸奥国・磐城国）にあった郡。

## 郡域
1879年（明治12年）に行政区画として発足した当時の郡域は、相馬市・相馬郡新地町にあたる。

## 歴史
宇多郡が文献に表れるのは『続日本紀』に「割陸奥国之石城。標葉。行方。宇太。曰理。常陸国之菊多六郡。置石城国」と記載されていたのが初出である。『先代旧事本紀』中の「国造本紀」では、7世紀前半までこの地方は浮田国造の支配下にあったとされている。大化の改新後に陸奥国が設置されると浮田国造の領土は分割され、宇多川流域が宇多郡に、新田川流域が行方郡になった。黒木田遺跡（相馬市中野）が宇多郡の郡衙と推定されている。
『和名類聚抄』には「宇太郡」とあり、飯豊・仲村・長伴・高階の4郷が載せられている。

### 江戸時代
江戸幕府の成立により、宇多郡内の相馬領は中村藩領、伊達領は仙台藩領として確定された。この後二百数十年間にわたって別の藩領に属したことで、相馬市域（中村藩領）と新地町域（仙台藩領）とでは文化・習俗等の面で異なる点が多々ある。初代宇多・行方郡長を務めた大須賀次郎（筠軒）は、着任直後の明治12年（1879年）に宇多郡内を巡察した際の感想を「今日巡視する処、真弓組・谷地小屋組八村及び駒ヶ嶺村の如き、仙藩に属する処なり。習慣の風俗、自ら相馬の旧封の人民と異なるものあり。言語の如きも判然別あり」と記している。
仙台藩領
宇多郡の仙台藩領9か村は基本的に亘理郡と一体に扱われ、代官・大肝煎の職も亘理・宇多二郡の計35か村を一人が担当する体制であった。郡内9か村のうち、藩境南端の最前線に位置する駒ヶ嶺村は駒ヶ嶺城主の知行地に充てられ、領主は新田氏→富塚氏→宮内氏と交替して幕末に至っている。駒ヶ嶺村を除く8か村の大部分は寛永7年（1630年）に亘理城主・伊達成実の知行地となり、新地要害には亘理伊達氏の城代家老が配置された。
| 村名                                                                           | 所属代官区                  | 所轄郡奉行 |
| ------------------------------------------------------------------------------ | --------------------------- | ---------- |
| 谷地小屋村・今泉村・小川村・杉目村・福田村・真弓村・埒木崎村・駒ヶ嶺村・大戸浜 | 亘理代官所 （亘理郡小堤村） | 南方郡奉行 |

中村藩領
宇多郡の中村藩領42か村のうち、藩庁・中村城のある中村以下40か村は宇多郷に属し、玉野・笹町の2か村は行方郡・標葉郡の山間部（飯舘・津島など）と共に山中郷に属した。また、玉野村には一部天領が含まれており村全域が中村藩の所領ではなかった。
| 区分                             | 村名 |
| -------------------------------- | --- |
| 宇多郷 （40か村）                | 中村・中野村・西山村・坪田村・今田村・富沢村・馬場野村・成田村・北飯淵村・南飯淵村・本笑村・小泉村・北小泉村・新沼村・石上村・長老内村・塚部村・椎木村・大坪村・初野村・黒木村・小野村・原釜村・尾浜村・和田村・岩子村・百槻村・大曲村・程田村・新田村・柏崎村・磯部村・蒲庭村・日下石村・立谷村・赤木村・柚木村・山上村・入山上村・粟津村 |
| 山中郷 （2か村） ※全27か村のうち | 玉野村・笹町村 |

### 近代以降の沿革
- 幕末時点では陸奥国に所属していた。「旧高旧領取調帳」に記載されている明治初年時点での支配は以下の通り。（50村1浜）

| 知行         | 知行           | 村数   | 村名 |
| ------------ | -------------- | ------ | --- |
| 藩領         | 陸奥仙台藩     | 8村1浜 | 谷地小屋村、今泉村、小川村、杉目村、福田村、真弓村、埒木崎村、駒ヶ嶺村、大戸浜 |
| 藩領         | 陸奥中村藩     | 41村   | 中村、中野村、西山村、坪田村、今田村、富沢村、馬場野村、成田村、北飯淵村、南飯淵村、本笑村、小泉村、北小泉村、新沼村、石上村、長老内村、塚部村、椎木村、大坪村、初野村、黒木村、小野村、原釜村、尾浜村、和田村、岩子村、百槻村、大曲村、程田村、新田村、柏崎村、磯部村、蒲庭村、日下石村、立谷村、赤木村、柚木村、山上村、入山上村、粟津村、笹町村 |
| 幕府領・藩領 | 幕府領・中村藩 | 1村    | 玉野村 |

- 明治元年
  - 9月24日（1868年11月8日） - 仙台藩主伊達慶邦が官軍に降伏。28万石に減封となる。
  - 10月13日（1868年11月26日） - 中村藩主相馬季胤が全領土6万石を安堵される。
  - 12月7日（1869年1月19日） - 陸奥国が分割され、本郡は磐城国の所属となる。
  - 12月24日（1869年2月5日） - 旧・仙台藩領は刈田郡白石城に転封された白石藩主南部氏（旧盛岡藩主）の所領となる。
- 明治2年
  - 8月7日（1869年9月12日） - 南部氏の盛岡復帰にともない、旧白石藩領を以て白石県を設置。
  - 11月27日（1869年12月29日） - 白石県が角田県に改称。
- 明治4年
  - 7月14日（1871年8月29日） - 廃藩置県により、藩領が中村県となる。
  - 11月2日（1871年12月13日） - 第1次府県統合により、中村県域・福島県域が平県の、角田県域が仙台県（第2次）の管轄となる。
- 明治4年11月29日（1872年1月9日） - 平県が磐前県に改称。
- 明治5年
  - （1872年） - 笹町村が東玉野村に改称。
  - 1月8日（1872年2月16日） - 仙台県（第2次）が宮城県に改称。
  - 4月9日（1872年6月10日） - 大区小区制の施行により、宮城県の管轄区域が亘理郡と共に宮城県第19大区となる。

| 宮城県第19大区（全8小区。亘理郡・宇多郡7～8） | 宮城県第19大区（全8小区。亘理郡・宇多郡7～8） |
| 小区                                          | 所属村                                        |
| --------------------------------------------- | --------------------------------------------- |
| 小7区                                         | 谷地小屋村・杉目村・真弓村・福田村・埒木崎村  |
| 小8区                                         | 駒ヶ嶺村・今泉村・小川村・大戸浜              |

- 明治7年（1874年）4月 - 区の再編により、宇多郡のうち宮城県の管轄区域は伊具郡・亘理郡と共に宮城県第10大区となる。

| 宮城県第10大区（全14小区。伊具郡・宇多郡9～10・亘理郡） | 宮城県第10大区（全14小区。伊具郡・宇多郡9～10・亘理郡） |
| 小区                                                    | 所属村                                                  |
| ------------------------------------------------------- | ------------------------------------------------------- |
| 小9区                                                   | 駒ヶ嶺村・谷地小屋村・今泉村・小川村・杉目村・大戸浜    |
| 小10区                                                  | 福田村・真弓村・埒木崎村（＋亘理郡：坂元本郷・真庭村）  |

- 明治9年（1876年）
  - 4月22日 - 全域が磐前県の管轄となる。
  - 8月21日 - 第2次府県統合により福島県（第2次）の管轄となる。
- 明治12年（1879年）1月27日 （50村）
  - 郡区町村編制法の福島県での施行により、行政区画としての宇多郡が発足。「宇多行方郡役所」が中村に設置され、行方郡とともに管轄。同日大区小区制廃止。
  - 入山上村を山上村に合併。

### 町村制以降の沿革

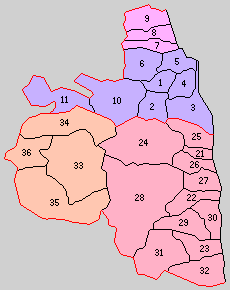
1.中村町 2.八幡村 3.磯部村 4.飯豊村 5.松ヶ江村 6.大野村 7.駒ヶ嶺村 8.新地村 9.福田村 10.山上村 11.玉野村（紫：相馬市 桃：新地町 21 - 36は行方郡）

- 明治22年（1889年）4月1日 - 町村制の施行により、以下の町村が発足。特記以外は全域が現・相馬市。（1町10村）
  - 中村町 ← 中村、中野村、西山村
  - 八幡村 ← 坪田村、今田村、富沢村、成田村
  - 磯部村 ← 磯部村、蒲庭村、日下石村、立谷村、赤木村、柚木村
  - 飯豊村 ← 岩子村、大曲村、柏崎村、百槻村、新田村、馬場野村、程田村、南飯淵村
  - 松ヶ江村 ← 原釜村、尾浜村、小泉村、北小泉村、新沼村、本笑村、和田村、北飯淵村
  - 大野村 ← 石上村、大坪村、小野村、黒木村、椎木村、長老内村、塚部村、初野村
  - 新地村 ← 谷地小屋村、今泉村、小川村、杉目村、大戸浜（現・新地町）
  - 福田村 ← 福田村、真弓村、埒木崎村（現・新地町）
  - 駒ヶ嶺村（単独村制。現・新地町）
  - 山上村 ← 山上村、粟津村
  - 玉野村 ← 玉野村、東玉野村
- 明治29年（1896年）4月1日 - 郡制の施行のため、「宇多行方郡役所」の管轄区域をもって、相馬郡が発足。同日宇多郡廃止。

### 変遷表
| 藩政期     | 明治22年4月1日 | 明治22年 - 明治28年 | 明治29年4月1日  | 現在          |
| ---------- | -------------- | ------------------- | --------------- | ------------- |
| 谷地小屋村 | 新地村         | 新地村              | 相馬郡 新地村   | 相馬郡 新地町 |
| 今泉村     | 新地村         | 新地村              | 相馬郡 新地村   | 相馬郡 新地町 |
| 小川村     | 新地村         | 新地村              | 相馬郡 新地村   | 相馬郡 新地町 |
| 杉目村     | 新地村         | 新地村              | 相馬郡 新地村   | 相馬郡 新地町 |
| 大戸浜     | 新地村         | 新地村              | 相馬郡 新地村   | 相馬郡 新地町 |
| 福田村     | 福田村         | 福田村              | 相馬郡 福田村   | 相馬郡 新地町 |
| 真弓村     | 福田村         | 福田村              | 相馬郡 福田村   | 相馬郡 新地町 |
| 埒木崎村   | 福田村         | 福田村              | 相馬郡 福田村   | 相馬郡 新地町 |
| 駒ヶ嶺村   | 駒ヶ嶺村       | 駒ヶ嶺村            | 相馬郡 駒ヶ嶺村 | 相馬郡 新地町 |
| 中村       | 中村町         | 中村町              | 相馬郡 中村町   | 相馬市        |
| 中野村     | 中村町         | 中村町              | 相馬郡 中村町   | 相馬市        |
| 西山村     | 中村町         | 中村町              | 相馬郡 中村町   | 相馬市        |
| 原釜村     | 松ヶ江村       | 松ヶ江村            | 相馬郡 松ヶ江村 | 相馬市        |
| 尾浜村     | 松ヶ江村       | 松ヶ江村            | 相馬郡 松ヶ江村 | 相馬市        |
| 小泉村     | 松ヶ江村       | 松ヶ江村            | 相馬郡 松ヶ江村 | 相馬市        |
| 北小泉村   | 松ヶ江村       | 松ヶ江村            | 相馬郡 松ヶ江村 | 相馬市        |
| 新沼村     | 松ヶ江村       | 松ヶ江村            | 相馬郡 松ヶ江村 | 相馬市        |
| 本笑村     | 松ヶ江村       | 松ヶ江村            | 相馬郡 松ヶ江村 | 相馬市        |
| 和田村     | 松ヶ江村       | 松ヶ江村            | 相馬郡 松ヶ江村 | 相馬市        |
| 北飯淵村   | 松ヶ江村       | 松ヶ江村            | 相馬郡 松ヶ江村 | 相馬市        |
| 南飯淵村   | 飯豊村         | 飯豊村              | 相馬郡 飯豊村   | 相馬市        |
| 岩子村     | 飯豊村         | 飯豊村              | 相馬郡 飯豊村   | 相馬市        |
| 大曲村     | 飯豊村         | 飯豊村              | 相馬郡 飯豊村   | 相馬市        |
| 柏崎村     | 飯豊村         | 飯豊村              | 相馬郡 飯豊村   | 相馬市        |
| 百槻村     | 飯豊村         | 飯豊村              | 相馬郡 飯豊村   | 相馬市        |
| 新田村     | 飯豊村         | 飯豊村              | 相馬郡 飯豊村   | 相馬市        |
| 馬場野村   | 飯豊村         | 飯豊村              | 相馬郡 飯豊村   | 相馬市        |
| 程田村     | 飯豊村         | 飯豊村              | 相馬郡 飯豊村   | 相馬市        |
| 石上村     | 大野村         | 大野村              | 相馬郡 大野村   | 相馬市        |
| 大坪村     | 大野村         | 大野村              | 相馬郡 大野村   | 相馬市        |
| 小野村     | 大野村         | 大野村              | 相馬郡 大野村   | 相馬市        |
| 黒木村     | 大野村         | 大野村              | 相馬郡 大野村   | 相馬市        |
| 椎木村     | 大野村         | 大野村              | 相馬郡 大野村   | 相馬市        |
| 長老内村   | 大野村         | 大野村              | 相馬郡 大野村   | 相馬市        |
| 塚部村     | 大野村         | 大野村              | 相馬郡 大野村   | 相馬市        |
| 初野村     | 大野村         | 大野村              | 相馬郡 大野村   | 相馬市        |
| 坪田村     | 八幡村         | 八幡村              | 相馬郡 八幡村   | 相馬市        |
| 今田村     | 八幡村         | 八幡村              | 相馬郡 八幡村   | 相馬市        |
| 富沢村     | 八幡村         | 八幡村              | 相馬郡 八幡村   | 相馬市        |
| 成田村     | 八幡村         | 八幡村              | 相馬郡 八幡村   | 相馬市        |
| 山上村     | 山上村         | 山上村              | 相馬郡 山上村   | 相馬市        |
| 入山上村   | 山上村         | 山上村              | 相馬郡 山上村   | 相馬市        |
| 粟津村     | 山上村         | 山上村              | 相馬郡 山上村   | 相馬市        |
| 玉野村     | 玉野村         | 玉野村              | 相馬郡 玉野村   | 相馬市        |
| 笹町村     | 玉野村         | 玉野村              | 相馬郡 玉野村   | 相馬市        |
| 磯部村     | 磯部村         | 磯部村              | 相馬郡 磯部村   | 相馬市        |
| 蒲庭村     | 磯部村         | 磯部村              | 相馬郡 磯部村   | 相馬市        |
| 日下石村   | 磯部村         | 磯部村              | 相馬郡 磯部村   | 相馬市        |
| 立谷村     | 磯部村         | 磯部村              | 相馬郡 磯部村   | 相馬市        |
| 赤木村     | 磯部村         | 磯部村              | 相馬郡 磯部村   | 相馬市        |
| 柚木村     | 磯部村         | 磯部村              | 相馬郡 磯部村   | 相馬市        |

## 行政
宇多・行方郡長
| 代 | 氏名         | 就任年月日                 | 退任年月日                 | 備考                                          |
| -- | ------------ | -------------------------- | -------------------------- | --------------------------------------------- |
| 1  | 大須賀次郎   | 明治12年（1879年）1月17日  | 明治15年（1882年）5月20日  |                                               |
| 2  | 木村一貫     | 明治15年（1882年）5月23日  | 明治17年（1884年）7月17日  |                                               |
| 3  | 桑野礼行     | 明治17年（1884年）10月28日 | 明治18年（1885年）8月5日   |                                               |
| 4  | 松本時正     | 明治18年（1885年）9月4日   | 明治25年（1892年）10月4日  |                                               |
| 5  | 小野木源次郎 | 明治25年（1892年）10月13日 | 明治25年（1892年）12月27日 |                                               |
| 6  | 熊川詳長     | 明治26年（1893年）1月16日  | 明治29年（1896年）3月31日  | 行方郡との合併により宇多郡廃止 相馬郡長へ転任 |